# Thecla denarius
Thecla denarius är en fjärilsart som beskrevs av Butler och Druce 1872. Thecla denarius ingår i släktet Thecla och familjen juvelvingar. Inga underarter finns listade i Catalogue of Life.